# Ćirkoviće
Ćirkoviće en serbe latin et Qirkoviq en albanais (en serbe cyrillique : Ћирковиће) est une localité du Kosovo située dans la commune/municipalité de Leposavić/Leposaviq, district de Mitrovicë/Kosovska Mitrovica. Selon des estimations de 2009 comptabilisées pour le recensement kosovar de 2011, elle compte 49 habitants, dont une majorité de Serbes.

## Géographie
Ćirkoviće/Qirkoviq est situé à 25 km au nord de Leposavić/Leposaviq, sur la rive droite de la Bistrička reka, un affluent de l'Ibar.

## Histoire
Le village a été fondé à la fin du XVIIe siècle ou au début du XVIIIe siècle.

## Démographie

### Évolution historique de la population dans la localité
| 1948 | 1953 | 1961 | 1971 | 1981 | 1991 | 2009 |
| ---- | ---- | ---- | ---- | ---- | ---- | ---- |
| 125  | 129  | 119  | 95   | 110  | 75   | 49   |

|  |